# Vincentas Dienys
Vincentas Dienys (*  22. April 1936 in Aleknos, Rajongemeinde Rokiškis; † 2. April 2022 in Vilnius) war ein litauischer Physiker und Politiker.

## Leben
1959 absolvierte er das Diplomstudium der Physik und 1981 promovierte an der Universität Vilnius. Von 1958 bis 1966 arbeitete er am Institut für Physik und Mathematik, von 1967 bis 1990 am Institut für Halbleiterphysik, von 1968 bis 1974 und ab 1985 als stellvertretender Direktor, ab 1968 Labor-Leiter, ab 1988 Professor an der Universität Vilnius. Ab 1987 war er Mitglied der Litauischen Akademie der Wissenschaften. Von 1990 bis 1994 war er Stellvertreter von Darius Kuolys und Dainius Trinkūnas im Bildungsministerium Litauens. 

## Auszeichnungen
- 1983: Staatspreis von Sowjetlitauen
- 1998: Gediminas-Orden, 1. Stufe (medalis)